# 17101 Сакенова
17101 Сакенова (17101 Sakenova) — астероїд головного поясу, відкритий 10 травня 1999 року.
Тіссеранів параметр щодо Юпітера — 3,602.